# Ема Ливри
Ема Ливри (фр. Emma Livry; Париз, 24. септембар 1842 — Париз, 26. јул 1863) је била једна од последњих балерина такозване ере романтичног балета, и штићеница Марије Таглиони (итал. Marie Taglioni). Умрла је од последица опекотина насталих током незгоде на генералној проби, када се њен костим запалио.
Студирала је балет у Париској школи Опере (енгл. Paris Opera Shool). Дебитовала је са шеснаест година баш у Париској Опери (фр. Opéra national de Paris) као шумска вила (фр. sylphe) у балету Силфид (фр. La Sylphide). Таленат јој је донео славу и убрзо је постала светски цењена балерина.
Марија Таглиони је приметила њен таленат током једног од наступа. Ема Ливри јој се одмах свидела и Таглионијева је постала њен ментор. Направила је кореофрафију за Ливријеву у опери Папилон (фр. La papilion, што значи лептир), дело Жака Офенбаха (фр. Jacques Offenbach) која је била написана посебно за Ему Ливри.
Критика опере у то време је забележила: „Била је тако етерична и прозрачна, неопипљив уметнички императив, уметник са балоном... Госпођица Ливри је имала балон који се не може упоредити – нико други не може скочити као она. Она клизи изнад земље, воде и цвећа, а да их и не додирује. Подмеће се као перо (односи се на фируре подизања у балету) и пада као пахуља.“
Њена каријера у успону је нагло прекинута у новембру 1862. Током пробе за оперу Нема девојка из Портичија (фр. La Muette de Portici), њену балетску хаљину је ухватио пламен гасне светиљке која је стајала на бини. Задобила је тешке опекотине. Осам месеци касније је умрла и сахрањена је на гробљу Монмартр (фр. Cimetiere de Montmartre).